# Eupalamus townesorum
Eupalamus townesorum là một loài tò vò trong họ Ichneumonidae.